# Gossia randiana
Gossia randiana là một loài thực vật có hoa trong Họ Đào kim nương. Loài này được (Merr. & L.M.Perry) N.Snow mô tả khoa học đầu tiên năm 2005.